# Lilián del Río
Lilián del Río (Buenos Aires, Argentina;8 de octubre de 1930-Buenos Aires, Argentina; 5 de octubre de 1990) fue una vedette y actriz argentina de la época dorada del cine.

## Carrera
Lilián siempre se caracterizó por su belleza física y sus dotes artísticos que la convirtieron en primera vedette de numerosos espectáculos teatrales de la década del ´50 y '60. Fue una primera figura del cine, el teatro y la televisión.
Se perfeccionó en baile y canto. Hablaba varios idiomas entre ellos el inglés, francés, el árabe y el griego, estos dos últimos los idiomas de sus padres.
Inició su carrera en Teatro El Nacional luciéndose como figura de segundo plano. De la Calle Corrientes saltó a los 38 días de su debut al Teatro Opera en Santiago de Chile siendo fuertemente aclamada por el público compartiendo cartel con la gran Nélida Roca. La vedette se encargó extensamente de ella durante su actuación en Chile y luego en su regreso a Buenos Aires.
En televisión participó en numerosos programas entre ellos uno conducido por aquel momento por Miguel de Calasanz llamado Tropicana Club.
En cine debutó en 1956 con la película la Pánfilo grillo con Ubaldo Martínez y cuyo galán fue Luis Dávila. En 1962 hizo el film de estreno tardío Reencuentro con la gloria en el papel de Sonia, con el que tuvo la oportunidad de compartir escenas con Martín Karadagián, Orestes Soriano, Javier Portales, Menchu Quesada, Perla Santalla y su futura pareja Héctor Armendáriz.
Una de sus obras teatrales más importantes fue la que realizó en junio de 1956, en la obra Ni Militar Ni Marino... El Presidente Argentino del comediógrafo Marcos Bronenberg en el Teatro Comedia, junto con Ethel Rojo, Carlos Fioriti, Eber Lobato, Margarita Padín, Pedro Quartucci, Dorita Burgos y Egle Martin. En 1970 actuó en la popular 9 de julio en el espectáculo Buenas noches en Buenos Aires... eso es Karim, junto a la cantante y actriz Herminia Franco, la primera vedette Argentinita Vélez, el ballet de José de María y Los Tahures.
Trabajó como actriz de fotonovelas como fue Un hombre de verdad con Elsa Daniel, Leonardo Favio y Guillermo Murray.
Fue una de las antiguas vedette del teatro de revistas en el popular Teatro Maipo (1957/1958) junto con Libertad Leblanc, Nélida Lobato y N. Roca. Actuó en la coqueta sala de la calle Paraná y trabajó en el Teatro Avenida con Ángel Pericet, el bailarín José María Baña, en compañía de la vedette Noemí Laserre.

## Vida privada
Estuvo casada por muchos años hasta su muerte con su gran amor, el legendario actor Héctor Armendáriz.

## Fallecimiento
Falleció tras una larga enfermedad en 1990. Para su marido se transformó en el período más duro de su vida ya que durante ocho años abandonó todo para quedarse las 24 horas con ella.

## Filmografía
- 1956:  Pánfilo grillo.
- 1962: Reencuentro con la gloria.